# Nadine Ribault
Nadine Ribault, nacida el 20 de enero de 1964 en París, es una escritora francesa.

## Biografía
Nadine Ribault nace en una familia de clase obrera. Después de sus estudios universitarios interrumpidos, es profesora en Francia y en Japón. En 1995 deja de ser profesora.
Se va a vivir a un bosque, cerca de los Alpes Japoneses, donde escribe su primer libro de cuentos, Un caillou à la mer, descubre la literatura japonesa, india (Krishnamurti, la Bhagavad-gītā), rusa (Chéjov, Anna Akhmatova), antigua (Lucrecio, Ovidio, Sófocles), alemanes (Nietzsche, Novalis, Hölderlin) y sigue leyendo los autores románticos y los surrealistas.
Sus viajes la conducen a China, a Nueva Zelanda y a diferentes países europeos. Francia es tan solo para ella un país de paso.
Nadine Ribault vive cerca del Mar del Norte, en la Costa de Ópalo. 
En 2012, publica sus Carnets des Cévennes y Carnets des Cornouailles. Esos libros inauguran una serie que llama « Points d’Appui » ("Puntos de apoyo"). No se trata de un relato detallado de viaje sino de una relación a un cierto mundo que está a punto de desaparecer. Ese mundo constituye el "Punto de apoyo" que le permite recuperarse del vértigo que siente en la escritura de una novela.
También en 2012, publica en colaboración con Thierry Ribault, Los santuarios del abismo (en francés, Les Sanctuaires de l'abîme - Chronique du désastre de Fukushima, Éditions de l'Encyclopédie des Nuisances), obra que relata la catástrofe nuclear de Fukushima. Nadine Ribault estaba presente en Japón en el momento de la catástrofe.··. Nadine y Thierry Ribault denuncian en el libro el "negacionismo nuclear" que niega la realidad de las consecuencias nocivas de la radioactividad sobre la salud de las poblaciones, a pesar de las pruebas irrefutables.

## Obra
Su trabajo está orientado hacia la novela que concibe como una creación poética. Dedica varios años de escritura a cada una de sus novelas y defiende, a través de la creación de heroínas influenciadas por la novela anglosajona (Jane Austen, Virginia Woolf, Henry James, Nathaniel Hawthorne) y de la novela del siglo XIX (Stendhal, Lautréamont, Novalis), la noción de fervor. Desde su primera novela, Festina lente, construye "diálogos interiores" que siguen el principio del monólogo interior pero que en lugar de concentrarse sobre un solo personaje, se concentran sobre dos, o incluso tres.
La descripción ocupa en sus libros un sitio central ya que sus personajes establecen con la naturaleza una relación intensa. Descripciones y monólogos permiten acercarse al desgarro vivido por la heroína entre mundo interior y mundo exterior, y la necesidad de descubrirse a ella misma, cosa que solo puede ocurrir a través del amor.

### Novelas
- Festina lente, Actes Sud, 2000
- Le Vent et la Lumière, Joëlle Losfeld/Gallimard, 2006
- Les Ardents, Le mot et le reste, 2019

### Cuentos
- Un caillou à la mer, Actes Sud, Leméac, 1999. Traducido en inglés con el título A pebble into the sea, VVV Éditions, Canada, 2004
- Cœur anxieux, Actes Sud, 2004
- Matière première, D'un Noir si Bleu, 2014

### Ensayos
- Les Sanctuaires de l'abîme - Chronique du désastre de Fukushima, Éditions de l'Encyclopédie des Nuisances, (con Thierry Ribault), 2012. Publicado en español en 2013 por la editorial Pepitas de calabaza bajo el título Los santuarios del abismo.
- Carnets des Cévennes - Les clochers de tourmente (Point d'Appui 1), aux Éditions Le mot et le reste, 2012
- Carnets des Cornouailles - Cette pause sur le bord d'un abîme (Point d'Appui 2), aux Éditions Le mot et le reste, 2012
- Carnets de Kyôto - Dans la forêt de la vérité (Point d'Appui 3), aux Éditions Le mot et le reste, 2013
- Carnets de la Côte d'Opale - L'infini arrive pieds nus sur cette terre (Point d'Appui 4), aux Éditions Le mot et le reste, 2016

### Traducciones
- Le Lagon de Janet Frame, Éditions des Femmes, 2006
- « Une volonté de garçon » de Janet Frame, Europe, juin 2006

### Obras colectivas y catálogos
- La Robe noire in Noir(s), Centre historique minier de Lewarde et La Nuit myrtide, 2001
- National Library in The Best New Zealand Fiction: vol. 1, édité par Fiona Kidman, Vintage/Random House, New Zealand, 2004
- Transfiguration in Catalogue Nathalie Grall, Éditions Galerie Capazza, 2005
- Breathless et Visiting Janet Frame in The Color of Distance, édité par Jenny Bornholdt and Gregory O'Brien, Victoria University Press, New Zealand, 2005
- Nadine Ribault, collages 2010-2014, catalogue présenté par Kanji Matsumoto, Éditions Irène, Kyôto, 2014

### Obras de tirada limitada
- La cordelette jaune, gravures de Nathalie Grall, Michèle Broutta, 2004
- Noyé de brume et de silence, gouaches de Marie-Christine Dubois, L'Espace du Dedans, 2010
- Conversation avec le graveur Nathalie Grall, introduction La gravure bouleversée, Éditions Tandem, 2010
- Une semaine dans la vie d’Immalie, ouvrage fait main, accompagné de 31 dessins de N. Ribault, Nao Paper, 2012
- Dans la chambre des captures, collages et emblème de Yoko Yamashita, Éditions Irène, Kyôto, 2014
- L'iris noir, collages de Laure Missir, Éditions des Deux Corps, 2015
- La mâle soif et l'entêté désir, collages de Laure Missir, Éditions des Deux Corps, 2017

### Exposiciones
- Exposition collective, collages, Librairie6, Tôkyô, 2013
- Collages 2010-2012, exposition particulière, L'Espace du Dedans, Lille, 2013
- Lawrence Jordan et autres collagistes (Lawrence Jordan, Bona de Mandiargues, Jan Švankmajer, Yoko Yamashita, Yuri Nonaka, Midori...), Librairie6, Tôkyô, 2014
- Collages 2010-2014, exposition particulière, Galerie Chefs d'Œuvre, Osaka, 2014
- Nue no Tora, exposition collective, collages, Librairie6, Tôkyô, 2013
- Les mythologies bibliques, collages, exposition particulière, L'Espace du Dedans, Lille, 2014
- Les Songes, collages 2010-2015, exposition particulière, Enssib, Villeurbanne, 2016
- Les métamorphoses d'Iseut, collages, exposition particulière, L'Espace du Dedans, Lille, 2016